# Cerastium semidecandrum
Espèce
Cerastium semidecandrum, le Céraiste à cinq étamines, est une plante herbacée de la famille des Caryophyllacées.
Sa floraison a lieu d'avril à octobre.

## Liste des sous-espèces et variétés
Selon Tropicos (4 janvier 2016) (Attention liste brute contenant possiblement des synonymes) :
- sous-espèce Cerastium semidecandrum subsp. balearicum R. Litardiere
- sous-espèce Cerastium semidecandrum subsp. dentatum (Möschl) Maire & Weiller
- sous-espèce Cerastium semidecandrum subsp. glutinosum Čelak.
- sous-espèce Cerastium semidecandrum subsp. macilentum (Aspegren) Möschl
- variété Cerastium semidecandrum var. dentatum Kharadze
- variété Cerastium semidecandrum var. sennenii Font Quer